# Beta Lyrae
Désignations
Beta Lyrae (β Lyr / β Lyrae, Bêta Lyrae) est une étoile multiple située à environ 960 années-lumière dans la constellation de la Lyre. Beta Lyrae porte également le nom arabe traditionnel Shéliak qui signifie « tortue » ou « harpe ». Ce nom est officialisé le 21 août 2016 par l'Union astronomique internationale.

## Propriétés
Beta Lyrae est un système d'étoiles binaire semi-détaché à éclipses constitué d'une étoile géante lumineuse bleue-blanche (B8II), Beta Lyrae Aa1 et d'une étoile secondaire probablement de type B, Beta Lyrae Aa2. Les deux étoiles sont assez proches pour que la matière de la photosphère de l'une soit attirée vers l'autre, donnant aux étoiles une forme ellipsoïdale. Beta Lyrae est le prototype de ce type de binaires à éclipse, dont les composantes sont si proches qu'elles sont déformées par leur attraction mutuelle (de manière mesurable).
La magnitude apparente de Beta Lyrae varie de +3,25 à +4,36 sur une période de 12,913 8 jours. Les deux composantes de l'étoile principale sont si proches qu'elles ne peuvent être résolues avec un télescope optique, formant une binaire spectroscopique. En 2008, l'étoile primaire et le disque d'accrétion de l'étoile secondaire ont été résolus par l'interféromètre CHARA et par le Michigan InfraRed Combiner (MIRC), ce qui a permis aux éléments orbitaux d'être déterminée pour la première fois.
En 2006, un relevé réalisé en optique adaptative a détecté un possible troisième compagnon, Beta Lyrae Ab. Il a été observé à une séparation angulaire de 0,54″ et avec une magnitude différentielle de +4,53. Cette différence en magnitudes suggère que son type spectral est compris dans une gamme B2-B5 V. Ce compagnon ferait de Beta Lyrae A un système triple hiérarchique.

## Autres composantes du système
Le système possède également une quatrième étoile, une binaire visuelle séparée par une distance angulaire de 45,4″, de type spectral B7V et de magnitude apparente de +7,2 qui peut être observée aisément avec des jumelles. Elle est environ 80 fois plus lumineuse que le Soleil. En 1962, elle a été identifiée comme étant elle-même une binaire spectroscopique avec une période de 4,35 jours, mais cela a depuis été rétracté, étant notamment absente de la 9e édition du catalogue des orbites de binaires spectroscopiques.
D'autres étoiles accompagnant le système, désignées Beta Lyrae C, D, E et F, sont répertoriées dans les catalogues d'étoiles doubles et multiples. Ce sont toutes des compagnes optiques, dont la proximité apparente avec Beta Lyrae n'est que visuelle. En particulier, Beta Lyrae F est une étoile Am de magnitude 10,16 située à une distance angulaire de 85.7" de Beta Lyrae A. Un temps considérée comme faisant partie du système de Beta Lyrae, on sait désormais que ce n'est pas le cas.
En analysant l'astrométrie du satellite Gaia, on a pu mettre en évidence un amas d'une centaine d'étoiles autour de β Lyrae, qui partagent avec le système son mouvement dans l'espace et qui sont situées à la même distance. Cet amas, nommé Gaia 8, ne comprend que des étoiles sur la séquence principale, et l'absence d'un point de sortie de la séquence principale fait qu'il n'est pas possible d'en calculer un âge précis. Son âge a néanmoins été estimé entre 30 et 100 millions d'années. La parallaxe moyenne de ses membres dans Gaia DR2 est de 3,4 mas (correspondant à une distance d'environ 290 pc (∼946 al)).